# 양병무
양병무는 대한민국의 기업인이다.

## 경력
- 1981. 09 ~ 1985. 06	한국개발연구원(KDI) 주임연구원
- 1989. 08 ~ 1990. 02	미국 East West Center 연구위원
- 1996. 03 ~ 2002. 06 	노동경제연구원 부원장
- 1995. 03 ~ 1997. 02	한국인사관리학회 상임이사
- 1996. 01 ~ 2002. 06 	OECD BIAC 한국위원회 위원
- 1998. 01 ~ 1998. 12 	중앙일보 칼럼니스트 (「탈출고실업시대」연재)
- 1999. 07 ~ 2003. 12 	민주평화통일자문회의 위원
- 1999. 09 ~ 2000. 12	개혁과 대안을 위한 전문•지식인회의 사무총장
- 1999. 10 ~ 2004. 01 	국정홍보처 자문위원
- 2000. 03 ~ 2004. 12 	한국산업인력관리공단 자문위원
- 2001. 02 ~ 2002 .01	한국인사관리학회 부회장
- 2001. 02 ~ 2006. 12	한국리더십학회 부회장
- 2002. 06 ~ 2009. 07	한국인간개발연구원 원장
- 2004. 02 ~ 2005. 01 	한국노동경제학회 부회장
- 2005. 10 ~ 2007 .01 	대통령 자문 일자리위원회위원
- 2006. 09 ~ 2007. 08 	숙명여대 초빙교수
- 2008. 07 ~ 2010. 07	대통령실 위민포럼 자문위원
- 2009. 08 ~ 2010. 04 	서울사이버대학교 부총장
- 2001. 10 ~ 현재	 [수필과 비평]지에 등단 수필가
- 2010. 05 ~ 현재 	서울사이버대 석좌교수
- 2010. 05 ~ 현재	 JEI재능교육 대표이사

## 저서
- 일생에 한 권 책을 써라 (2012)
- 행복한 논어읽기 (2009)
- 주식회사 장성군 (2005)
- 감자탕교회 이야기 (2003)
- 좋아하는 일하면서 먹고 살기 (2009)
- 한국기업의 인적자원개발 인프라 구축방안 (2001)
- 디지털시대의 리더십 (2000)
- 몸값을 알면 위기가 두렵지 않다 (1998)
- 명예퇴직 뛰어넘기 (1996) 등 총 35권